# Santuario di Crochi
Il santuario di Crochi è un santuario cattolico calabrese dedicato alla Madonna nella frazione Crochi di Caulonia, sulla sponda destra della fiumara Amusa.

## Etimologia
Il nome Crochi potrebbe derivare dal nome latino Crochus con cui viene chiamato lo zafferano.

## Storia
Il santuario fu edificato tra il XVI e il XVII secolo per volere del nobile Vincenzo Carafa, in una posizione diversa da quella attuale.
Una leggenda narra che il tempio sarebbe stato costruito come ex voto dal Carafa in ringraziamento al presunto miracoloso riacquisto della parola da parte della figlia. Un'altra versione vuole l'edificio sorto in seguito all'apparizione ad un eremita della Regina degli Angeli, che avrebbe richiesto l'edificazione di una chiesa in suo onore.
L'edificio crollò a seguito di scosse di terremoto e di una esondazione della fiumara. Fu ricostruito più a monte nel 1877 per volere del bracciante Domenico Circosta, e divenne parrocchia il 14 agosto 1914 per comunità della frazione di Crochi, ad opera di Giorgio Francesco Delrio.

## La festa
Negli ultimi tre giorni della seconda settimana di Settembre si svolge la festa dedicata a Maria, durante la quale ha luogo un piccolo mercato, uno spettacolo di  musica folcloristica locale, il ballo del ciuccio, uno spettacolo pirotecnico e fino agli anni '60 vi era anche la tradizione di fare falò sulle sponde della fiumara.